# Prowincja Północno-Środkowa
Prowincja Północno-Środkowa (syng. උතුරු මැද පළාත Uturu Meda Palata; tamil. வட மத்திய மாகாணம், Wadamattija Mahanam) – prowincja w północno-środkowej części Sri Lanki. Gubernatorem prowincji jest Karunarathna Divulgane.
Prowincja dzieli się na dystrykty: Anuradhapura i Polonnaruwa.